# Мариновка (Саратовская область)
Мариновка — село в Фёдоровском районе Саратовской области, в составе Первомайского муниципального образования.
Основано как немецкая колония Мангейм в 1860 году
Население - 4 (2010).

## История
Основано в 1860 году переселенцами из Панинского колонистского округа. Колония входила в состав Верхне-Караманского колонистского округа, впоследствии Верхне-Караманской волости Новоузенского уезда Самарской губернии. Относилась к лютеранскому приходу Гнаденфлюр. Колония также была известна под вторым название Маенгейм (нем. Maienheim).
В 1857 году земельный надел составлял 3260 десятин.
В 1872 году открыто земское училище.
С 1918 года село входило в Верхне-Караманского (Гнаденфлюрского) района, с 1922 года Фёдоровского кантона Трудовой коммуны немцев Поволжья (с 1924 года - АССР немцев Поволжья), с 1935 года - Гнаденфлюрского кантона.
Население края резко сократилось вследствие массового голода в Поволжье: в 1921 году в селе родилось 79 человек, умерли 210.
В 1926 году в селе имелись кооперативная лавка, сельскохозяйственное кредитное товарищество, начальная школа, сельсовет.
28 августа 1941 года был издан Указ Президиума ВС СССР о переселении немцев, проживающих в районах Поволжья. Немецкое население депортировано, село, как и другие населённые пункты Фёдоровского кантона включено в состав Саратовской области.  Впоследствии переименовано в село Мариновка.

## Физико-географическая характеристика
Село расположено в Низком Заволжье, в пределах Сыртовой равнины, относящейся к Восточно-Европейской равнине, на левом берегу реки Большой Караман, на высоте 93 метра над уровнем моря. Рельеф - полого-увалистый. Почвы тёмно-каштановые.
По автомобильным дорогам расстояние до административного центра сельского поселения села Первомайское - 6,5 км, до районного центра посёлка Мокроус - 26 км, до областного центра города Саратов - 140 км
Часовой пояс
Мариновка, как и вся Саратовская область, находится в часовой зоне МСК+1. Смещение применяемого времени относительно UTC составляет +4:00.

## Население
| 1987 | 2002 |
| ---- | ---- |
| ≈10  | 6    |

| 1860  | 1883  | 1889  | 1897  | 1905  | 1910  | 1920  |
| ----- | ----- | ----- | ----- | ----- | ----- | ----- |
| 529   | ↗836  | ↗883  | ↗969  | ↗1606 | ↘1513 | ↗1805 |
| 1922  | 1923  | 1926  | 1931  | 2002  | 2010  |       |
| ↘1491 | ↘1380 | ↗1486 | ↗1670 | ↘4    | →4    |       |

Национальный состав
В 1931 году немцы составляли 99 % населения села.